# 181st Street (stacja metra na Eighth Avenue Line)
181st Street – stacja metra nowojorskiego, na linii A. Znajduje się w dzielnicy Manhattan, w Nowym Jorku i zlokalizowana jest pomiędzy stacjami 190th Street i 175th Street. Została otwarta 10 września 1932.